# Cobalos angelicus
Cobalos angelicus är en fjärilsart som beskrevs av Smith 1899. Cobalos angelicus ingår i släktet Cobalos och familjen nattflyn. Inga underarter finns listade i Catalogue of Life.